# Заюково
Заюково (рос. Заюково) — село у Баксанському районі Кабардино-Балкарії Російської Федерації.
Орган місцевого самоврядування — сільське поселення Заюково. Населення становить 11 229 осіб.

## Історія
Згідно із законом від 27 лютого 2005 року органом місцевого самоврядування є сільське поселення Заюково.

## Населення
| 1939    | 1959    | 1970    | 1979    | 2002    | 2010    | 2012    |
| ------- | ------- | ------- | ------- | ------- | ------- | ------- |
| 6400    | ↗6894   | ↗7624   | ↗7658   | ↗10 252 | ↗11 229 | ↗11 316 |
| 2013    | 2014    | 2015    | 2016    | 2017    | 2018    | 2019    |
| ↗11 384 | ↗11 464 | ↗11 528 | ↗11 586 | ↗11 628 | ↗11 662 | ↗11 685 |
| 2020    |         |         |         |         |         |         |
| ↗11 717 |         |         |         |         |         |         |